# Skrzeczoń
Skrzeczoń (czes. Skřečoňⓘ, niem. Skretschon) – część miasta Bogumina w kraju morawsko-śląskim, w powiecie Karwina w Czechach. Jest to także gmina katastralna o powierzchni 459,97 ha. Liczba mieszkańców wynosi 2560, a adresów 819. 

## Historia
Miejscowość po raz pierwszy wzmiankowana została w łacińskim dokumencie Liber fundationis episcopatus Vratislaviensis (pol. Księga uposażeń biskupstwa wrocławskiego), spisanej za czasów biskupa Henryka z Wierzbna ok. 1305 w szeregu wsi zobowiązanych do płacenia dziesięciny biskupstwu we Wrocławiu, w postaci item in Crezhim V) mansi. Zapis ten oznaczał, że wieś posiadała 5 łanów większych. Jej powstanie wiąże się z przeprowadzaną pod koniec XIII wieku na terytorium późniejszego Górnego Śląska wielką akcją osadniczą (tzw. łanowo-czynszową). Wieś politycznie znajdowała się wówczas w granicach utworzonego w 1290 piastowskiego (polskiego) księstwa cieszyńskiego, będącego od 1327 lennem Królestwa Czech, a od 1526 roku w wyniku objęcia tronu czeskiego przez Habsburgów wraz z regionem aż do 1918 roku w monarchii Habsburgów (potocznie Austrii).
W 1767 właściciel okolicznych dóbr, Mikołaj hrabia Taaffe założył tu folwark, który przekształcił się później w niewielką wieś Nowa Wieś (niem. Neudorf) podległą administracyjnie Skrzeczoniowi, nazywaną również Niklasdorf lub Nikeltaff, lub Niklastaff.
Gwałtowna industrializacja nastąpiła z początkiem XX wieku, co przyczyniło się do wzrostu liczby ludności we wsi. W latach 1911–1914 dzięki staraniom Macierzy Ziemi Cieszyńskiej w miejscowości powstała ochronka dla polskich dzieci. W wyniku zbrojnego konfliktu pomiędzy Czechosłowacją a Polską i podziale Śląska Cieszyńskiego miejscowość znalazła się w granicach Czechosłowacji, zaś w 1938 została wraz z Zaolziem zajęta przez Polskę, a w II wojnie światowej przez nazistowskie Niemcy. Po wojnie przypadła Czechosłowacji. W granicach administracyjnych Bogumina znalazła się w 1974.
W Skrzeczoniu znajduje się kościół katolicki, którego budowa zaczęła się w 1913, lecz została przerwana przez wybuch I wojny światowej. Po wojnie Adolf Bertram, metropolita wrocławski podarował 250 tysięcy czechosłowacki koron na dokończenie budowy. Świątynia została poświęcona w 1924. Znajduje się tu również cmentarz z 1904.